# 繪兒樂
繪兒樂（Crayola LLC），前身是Binney & Smith，是一家美国藝術筆制造公司，其产品遍佈全球80多个国家。該公司最著名的產品是它們生產的蠟筆。公司总部位于美國宾夕法尼亚州北安普顿县福克斯镇。公司成立於1885年。自1984年以来，該公司一直是霍尔马克卡片的全资子公司。  
繪兒樂最初是一家工业颜料供应公司，但很快就将生產重点转移到家庭和学校使用的艺术筆上，首先是用白堊岩做的粉笔，然后是蠟筆，随后是彩色铅笔、麥克筆、涂料、泥膠和其他相关产品。繪兒樂不少產品屬於儿童用品。大多数繪兒樂蜡笔是在美国生产。  
繪兒樂还生产Silly Putty和一系列Portfolio品牌的专业艺术類用品，例如丙烯颜料、水彩和画笔。

## 外部連結
- 官方网站